# Orange County, New York
Orange County är ett administrativt område i delstaten New York, USA, med 372 813 invånare vid 2010 års folkräkning. Området är relativt tätbefolkat och ligger i nordvästra utkanten av New Yorks storstadsregion. Den administrativa huvudorten (county seat) är Goshen.

## Geografi
Enligt United States Census Bureau har countyt en total area på 2 172 km². 2 114 km² av den arean är land och 58 km² är vatten. 

### Angränsande countyn
- Ulster County - nord
- Dutchess County - nordost
- Putnam County - öst
- Rockland County - sydost
- Passaic County, New Jersey - syd
- Sussex County, New Jersey - syd
- Pike County, Pennsylvania - sydväst
- Sullivan County - nordväst